# Non troppo
Non troppo och non tanto, italienska med betydelsen ej för mycket. Termen används i musiken tillsammans med tempo- eller dynamikangivelse. Till exempel: non tropo allegro - inte för snabbt.